# Курмазы

Курмазы (баш. Көрмәҙе) — река в России, протекает в Республике Башкортостан, Бижбулякский и Миякинский районы. Устье реки находится в 354 км по левому берегу реки Дёмы. Длина реки составляет 17 км.

## Данные водного реестра
По данным государственного водного реестра России относится к Камскому бассейновому округу, водохозяйственный участок реки — Дёмы от истока до водомерного поста у деревни Бочкарёва, речной подбассейн реки — Белая. Речной бассейн реки — Кама.
По данным геоинформационной системы водохозяйственного районирования территории РФ, подготовленной Федеральным агентством водных ресурсов:
- Код водного объекта в государственном водном реестре — 10010201312111100024595
- Код по гидрологической изученности (ГИ) — 111102459
- Код бассейна — 10.01.02.013
- Номер тома по ГИ — 11
- Выпуск по ГИ — 1